# Hagedis (sterrenbeeld)

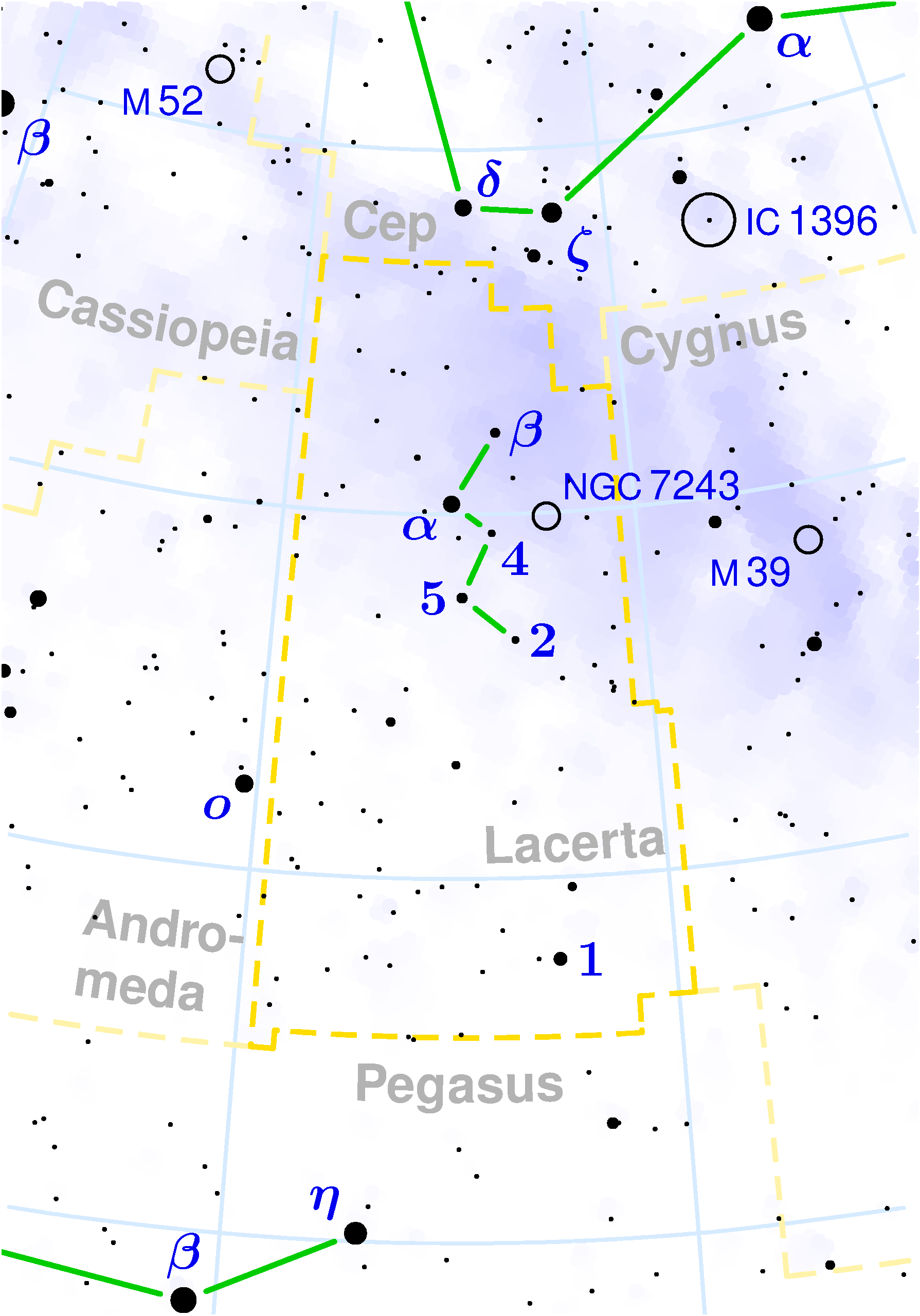
Kaart van het sterrenbeeld Hagedis.

Hagedis (Lacerta, afkorting Lac) is een onopvallend sterrenbeeld aan de noorderhemel tussen Zwaan en Andromeda. Het ligt tussen rechte klimming 21u55m en 22u56m en tussen declinatie +35° en +57°. Het is gedeeltelijk circumpolair.

## Sterren
Het sterrenbeeld heeft geen heldere sterren, de helderste, alpha Lacertae, heeft magnitude 3,77.

## Planetaire nevel

### Index Catalogue(IC / I)
IC 5217, ontdekt door Williamina P. S. Fleming 

## Open sterrenhopen

### New General Catalogue(NGC)
NGC 7209, NGC 7243, NGC 7245, NGC 7296

## Extragalactische stelsels

### New General Catalogue (NGC)
NGC 7197, NGC 7223, NGC 7227, NGC 7228, NGC 7231, NGC 7240, NGC 7242, NGC 7248, NGC 7250, NGC 7263-1, NGC 7263-2, NGC 7264, NGC 7265, NGC 7273, NGC 7274, NGC 7276, NGC 7282, NGC 7330, NGC 7379, NGC 7395, NGC 7426

## Aangrenzende sterrenbeelden
(met de wijzers van de klok mee)
- Cepheus
- Zwaan (Cygnus)
- Pegasus
- Andromeda
- Cassiopeia